# Pontinus corallinus
Pontinus corallinus és una espècie de peix pertanyent a la família dels escorpènids.

## Hàbitat
És un peix marí, demersal i de clima subtropical que viu fins als 100 m de fondària.

## Distribució geogràfica
Es troba a l'Atlàntic sud-occidental: el Brasil.

## Observacions
És inofensiu per als humans.